# 趙城金藏

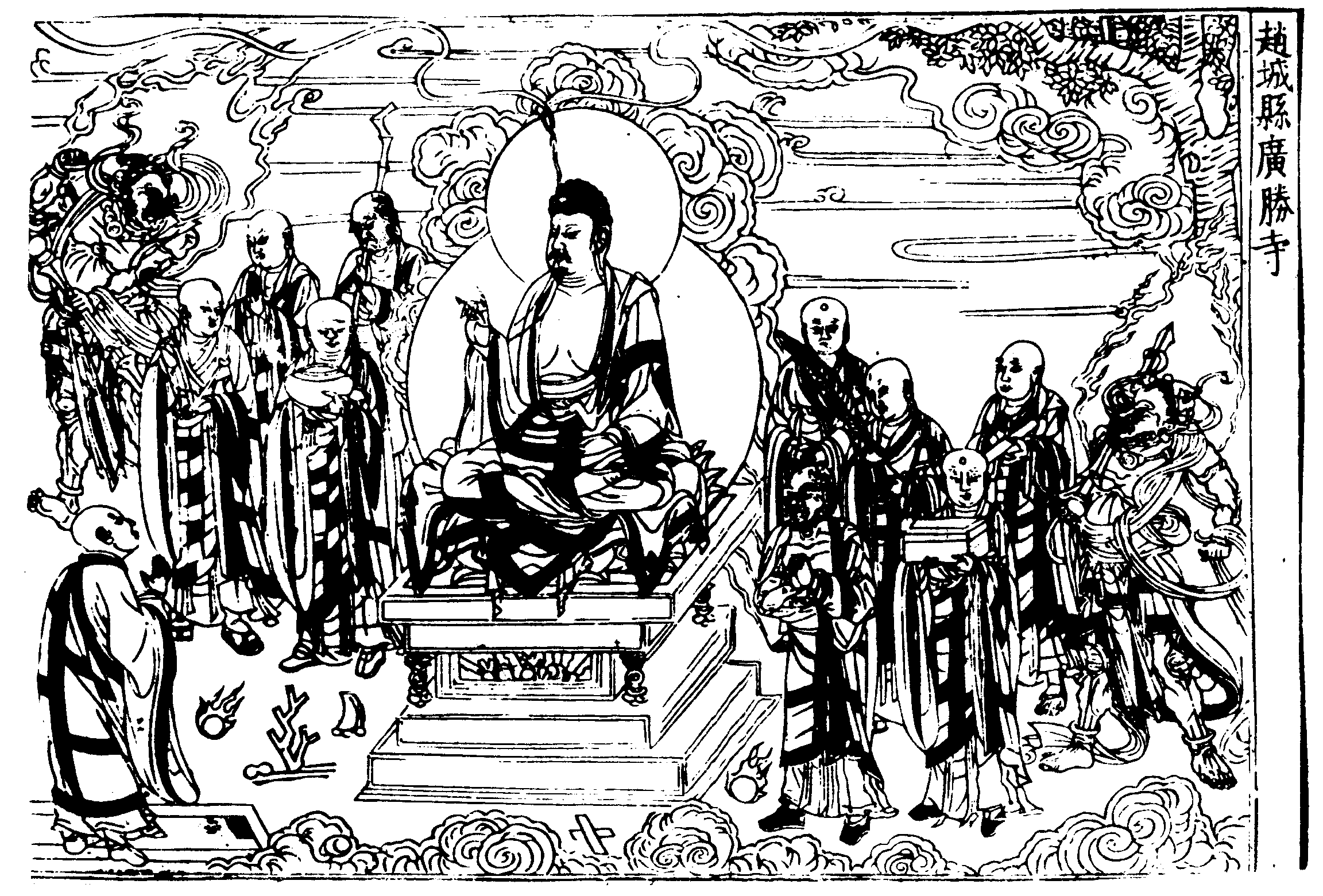
趙城金藏的卷首插圖

趙城金藏是中國金代（約1149年～1173年）民間募資雕版的佛教大藏經。因于1932年在山西省赵城县（今洪洞县）广胜寺被发现，故名“赵城金藏”。《赵城金藏》是《开宝藏》的重刻，由于《开宝藏》久已不传，由本藏得以瞭解《开宝藏》的內容。全藏為卷軸裝，以千字文編排次第，自“天”字號至“幾”字號，計 682帙，每帙基本上包括10卷，或略有增減，總計約7000卷左右。現大部分藏于中国国家图书馆(4813卷)。其他如上海圖書館存有17卷，南京圖書館存有6卷，北京大學圖書館、廣西博物館、崇善寺各存2卷，廣勝寺、山西圖書館、山西博物館、蘇州西園、臺灣中央研究院各存1卷。北京民族宮存有《趙城金藏》補雕本的另一印本500餘卷。
發起人為潞州女子崔法珍，相傳她毅然斷臂募緣刻經，使許多佛教信徒紛紛捐資協助。金藏刻成後，崔法珍於大定十八年（1178年）將印本送到燕京，受到金世宗的重視，在聖安寺設壇為崔授比丘尼戒。三年後，崔又將經版送到中都（北京）刷印流通，共計十六萬八千一百一十三板，六千九百八十卷。為表彰她的功績，大定二十三年（1183年），法珍被賜紫衣，並受封為「宏教大師」。但崔法珍在《趙城金藏》的題跋中，沒有留下自己的名字。
蔣唯心感慨道：「此藏卷軸之富，工事之巨，原刻歷三十載星霜，補雕勞十餘路僧眾，創此偉業者，寧遂湮沒不彰乎？理決其不然也。」

## 外部連結
- 說不盡的《趙城金藏》